# Ширково (Курчатовский район)
Ширково — деревня в Курчатовском районе Курской области. Входит в Костельцевский сельсовет.

## География
Деревня находится недалеко от слияния районов Курчатовский, Фатежский и Октябрьский, в 39 километрах к юго-западу от Курска, в 23 километрах севернее районного центра — города Курчатов, в 8,5 км от центра сельсовета — села Костельцево.
Климат
В деревнe Ширково умеренный (влажный) континентальный климат без сухого сезона с тёплым летом (Dfb в классификации Кёппена).
| Показатель                                                                   | Янв. | Фев. | Март | Апр. | Май  | Июнь | Июль | Авг. | Сен. | Окт. | Нояб. | Дек. | Год  |
| ---------------------------------------------------------------------------- | ---- | ---- | ---- | ---- | ---- | ---- | ---- | ---- | ---- | ---- | ----- | ---- | ---- |
| Средний суточный максимум, °C                                                | −4,3 | −3,3 | 2,4  | 12,7 | 19   | 22,3 | 24,9 | 24,2 | 17,8 | 10,3 | 3,2   | −1,3 | 10,7 |
| Средняя температура, °C                                                      | −6,3 | −5,8 | −1   | 7,9  | 14,4 | 18   | 20,6 | 19,7 | 13,7 | 7    | 1     | −3,2 | 7,2  |
| Средний суточный минимум, °C                                                 | −8,7 | −8,7 | −5   | 2,6  | 8,9  | 12,8 | 15,6 | 14,6 | 9,6  | 3,8  | −1,3  | −5,4 | 3,2  |
| Норма осадков, мм                                                            | 52   | 45   | 48   | 51   | 63   | 72   | 75   | 56   | 59   | 59   | 48    | 49   | 677  |
| Источник: Погода по месяцам c ru.climate-data.org(дата обращения: Июнь 2021) |      |      |      |      |      |      |      |      |      |      |       |      |      |

## История
Деревня была основана в начале XVII века и получила название по фамилии первопоселенцев — служилых людей Ширковых.
Наиболее раннее упоминание деревни Ширково содержится в курской отказной книге: 28 мая 7146 (1638) года Акиму Васильеву сыну Колокольцеву и Григорию Лукьянову сыну Филиппскому были отказаны (пожалованы) поместья в деревне Ширково Курицкого стана Курского уезда.
До 1779 года деревня входила в состав Курицкого стана Курского уезда. В 1779—1924 годах в составе Фатежского уезда Курской губернии.
Ширково было частью прихода Троицкого храма села Троицкого на Прутах.
В 1928—1963 годах в составе Иванинского района.
В 1963—1977 годах в составе Льговского района.
С 1977 года в составе Курчатовского района.
До 2010 года Ширково входило в состав Николаевского сельсовета Курчатовского района, с 2010 года в составе Костельцевского сельсовета.

## Население
| 1979 | 2002 | 2010 |
| ---- | ---- | ---- |
| 380  | ↘129 | ↘70  |

## Инфраструктура
Личное подсобное хозяйство. На 2 июня 2021 года 101 домов.

## Транспорт
Ширково находится в 24 км от федеральной автодороги М2 «Крым», в 22 км от автодороги регионального значения 38К-017 (Курск — Льгов — Рыльск — граница с Украиной), на автодороге межмуниципального значения 38Н-362 (38К-017 — Николаевка — Ширково), в 23 км от ближайшего ж/д остановочного пункта Курчатов (линия Льгов I — Курск).
В 153 км от аэропорта имени В. Г. Шухова (недалеко от Белгорода).